# سفارة فرنسا لدى البحرين
سفارة فرنسا لدى البحرين هي البعثة الدبلوماسية لجمهورية فرنسا لدى مملكة البحرين، وتقع بالعاصمة المنامة.